# Мир Луганщине
Обще́ственное движе́ние «Мир Луга́нщине» — политическая партия в подконтрольной России Луганской Народной Республике, члены которой имеют большинство (35 представителей) в Народном совете ЛНР. 
За «участие в незаконных „выборах“» движение находится под международными санкциями Евросоюза, Великобритании, Канады и ряда других стран

## История
ОД «Мир Луганщине» было создано перед выборами в Народный Совет ЛНР, которые состоялись 2 ноября 2014 года. Ранее было принято решение не создавать в республике политических партий, а узаконить только общественные организации. Первой зарегистрированной общественной организацией на территории ЛНР была ОД «Мир Луганщине».
На выборах 2016 года представители движения заняли первое место по количеству голосов — 69,42 % от общего числа проголосовавших граждан и получив 35 из 50 мест.

## Численность
Территориальные органы движения имеются в каждом муниципалитете (городе и районе) подконтрольном властям ЛНР. В отчёте управления верховного комиссара ООН по правам человека указано, что в 2016 году на территории ЛНР было введено обязательное членство в ОД «Мир Луганщине» для лиц по месту работы, чем было нарушено право граждан не вступать принудительно в какую-либо ассоциацию. По информации самого ОД «Мир Луганщине», в его рядах в 2019 году состояло более 107 тыс. человек.

## Руководство
Председателем движения является Леонид Пасечник с 17 февраля 2018 года. До политического кризиса председателем движения являлся Игорь Плотницкий, который также занимал должность главы ЛНР (до 25 ноября 2017). Заместителями Председателя являются бывший спикер парламента ЛНР Владимир Дегтяренко и министр МЧС республики Сергей Иванушкин. Руководителем исполнительного комитета является спикер парламента Денис Мирошниченко. На учредительном собрании 6 октября 2014 года 217 делегатов от территорий и трудовых коллективов, общественных деятелей, утвердили Устав и Программу Движения. Премьер-министр ЛНР Геннадий Цыпкалов был избран руководителем исполнительного органа, председатель парламента Алексей Карякин — председателем Центральной ревизионной комиссии. После отставки Цыпкалова руководителем исполнительного комитета стала Марина Филиппова.